# Peter Burkhart (Konzertveranstalter)
Peter Burkhart (* 28. Mai 1942 in Zürich; † 25. Dezember 2014 in Vic-Fezensac, Frankreich), auch «Mühli-Pesche» genannt, war ein Schweizer Konzertveranstalter und Gründer des Kulturlokals Mühle Hunziken in Rubigen (Bern).

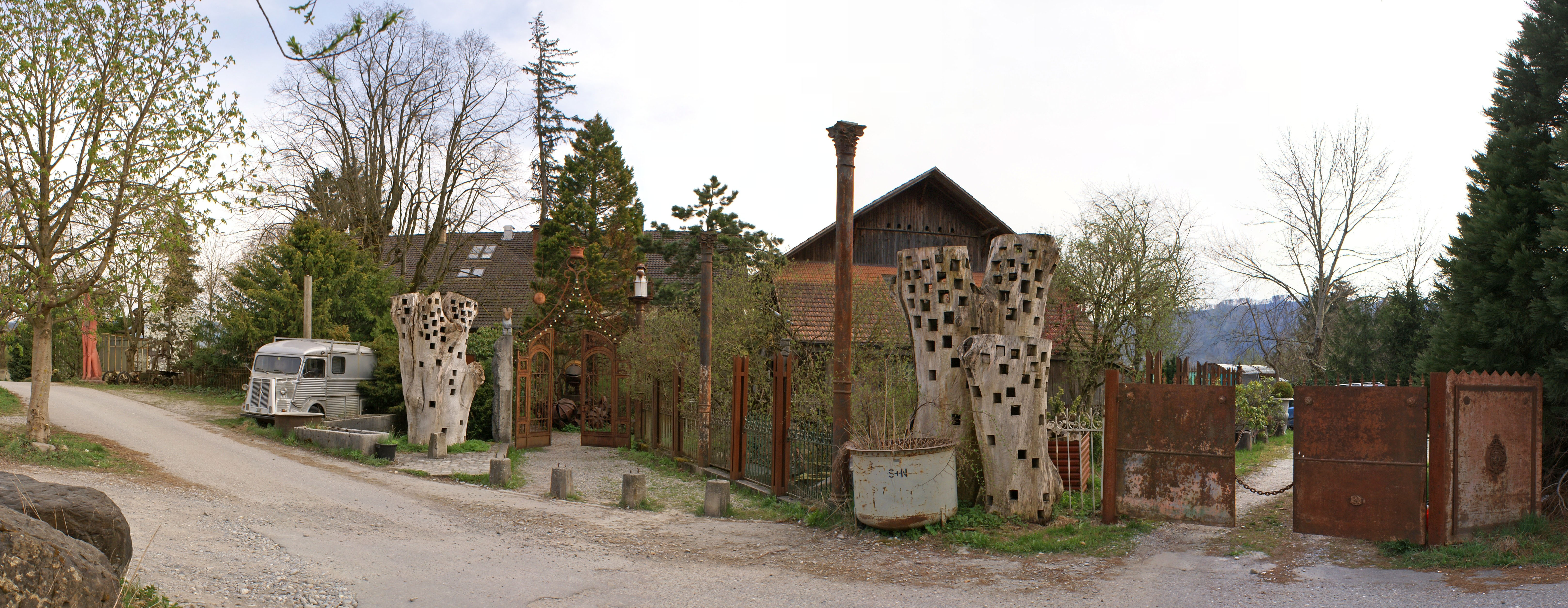
Mühle Hunziken

## Leben und Wirken
Peter Burkhart wurde 1942 als Sohn eines Spiezer Bauunternehmer und Freisinnigen geboren. Seine Mutter verstarb früh. Burkhart war Bauingenieur und in der Schweizer Armee Oberleutnant. Als Familienoberhaupt hatte er eine Frau, zwei Kinder und ein Haus. In den 1970er Jahren kaufte er die Mühle Hunziken in Rubigen. Burkhart zog mit seiner Familie und Freunden in den Gebäudekomplex. Vorerst als Futtermühle genutzt, wandelte Burkhart sie kontinuierlich in eine Kulturmühle um. Ab 1976 fanden unter seiner Leitung mehr als 3000 Aufführungen und Veranstaltungen mit über 15'000 nationalen und internationalen Künstlern aus allen Musiksparten statt, darunter Chet Baker, Dave Brubeck, Cesária Évora, Abdullah Ibrahim, Astor Piazzolla, Hermeto Pascoal, Georges Moustaki und Sun Ra. Das ungefähr 400 Plätze bietende Konzertlokal baute er laufend um, erstellte neue Zwischengeschosse und stellte darin seine gesammelten Kunstgegenstände auf.
Im Sommer 2011 übergab Burkhart die Leitung des Konzertbetriebs an den Bluesmusiker Philipp Fankhauser. Mit seiner Frau zog er nach Südfrankreich. Der Verkauf des Gebäudes kam erst nach über dreijährigen Rechtsstreitigkeiten im Dezember 2014 zustande.
Politisch tätig war Burkhart in den 1980er Jahren als bernischer Grossrat für die Freie Liste des Kantons Bern. Am Weihnachtstag 2014 starb er an einem Herzinfarkt an seinem neuen Wahldomizil in Frankreich.

## Auszeichnungen
- 1991: Sisyphus-Preis der Stadt Bern
- 2000: Grosser Kulturpreis des Kantons Bern
- 2009: Kulturpreis der Burgergemeinde Bern